# Скорняков, Георгий Васильевич
Георгий Васильевич Скорняков (3 апреля 1929) — советский и российский учёный-физик, специалист в области теоретической физики, физики ядра и плазмы, кандидат физико-математических наук. Заместитель главного редактора «Журнала технической физики», один из создателей журнала «Письма в журнал технической физики».

## Биография
Родился 3 апреля 1929 года.
Окончил школу с золотой медалью и в 1946 году поступил на физический факультет Ленинградского государственного университета, который окончил с отличием в 1952 году. В этом же году поступил в аспирантуру Ленинградского физико-технического института на обучение по специальности «теоретическая физика». Основной темой работы Скорнякова в аспирантуре было исследование системы трёх нуклонов при малой энергии относительного движения. Георгий Васильевич решил эту задачу с помощью теории Бете-Пайерлса. Построенная теория дала возможность получать результаты, не зависящие от детального вида ядерного взаимодействия. Эти работы стали основой кандидатской диссертации Скорнякова, досрочно защищённой в 1954 году. В 1956 году в Докл. АН СССР и ЖЭТФ он опубликовал статьи, в которых были введены уравнения, получившие название «уравнения Скорнякова-Тер-Мартиросяна». Эти работы привлекли внимание широкой научной общественности к исследованиям учёного.
Георгий Васильевич — один из авторов проекта реактора для физических исследований ВВР-М в городе Гатчине, он принял непосредственное участие в разработке принципов, положенных в основу конструкции этого реактора, и руководил теоретическими и расчётными работами по определению основных нейтронных параметров. Проект ВВР-М оказался настолько удачным, что на его основе было построено 5 реакторов в СССР и за границей. В 1956 году он стал учёным секретарём института. С 1958 года Скорняков занимался исследованиями в области физики плазмы. В ряде опубликованных им работ развит топологический подход к проблеме термоизоляции плазмы и предложен метод создания полей с требуемыми топологическими характеристиками. Им проведён общий статистический анализ удержания плотной плазмы и установлена возможность реализации нового класса тепловых процессов. В 1959 году по предложению главного редактора Журнала технической физики, Б. П. Константинова, Скорняков стал заместителем главного редактора журнала. На 2019 год он оставался на этом посту, в 2022 году по-прежнему входит в состав редколлегии.
Георгий Васильевич оценил необходимость создания нового журнала для срочной публикации результатов научных исследований, имеющих технические приложения. В 1975 году при непосредственном участии Скорнякова было принято решение о создании журнала «Письма в журнал технической физики». После ухода с поста учёного секретаря в 1976 года, Георгий Васильевич работал в тесном контакте с такими директорами ФТИ, как Борис Павлович Константинов и Владимир Максимович Тучкевич. Заместителем главного редактора журнала «Письма в журнал технической физики» Георгий Васильевич был с момента основания до 2000 года. За годы работы Георгия Васильевича в журналах произошли серьёзные изменения: выпускаются англоязычные версии журналов; осуществлён переход на компьютеризированное создание оригинал-макетов; внедряется безбумажная подготовка статей к публикации. Революционным шагом, потребовавшим много усилий редколлегий журналов и реорганизации редакций, был переход функций издателя к одному из учредителей — Физико-техническому институту им. А. Ф. Иоффе Российской академии наук.
За свои научные достижения Георгий Васильевич награждался орденом «Знак Почёта», медалями и грамотами.